# Варшавский, Сергей Иванович
Серге́й Ива́нович Варша́вский (до крещения Израиль Мордхович Варшавский, 1879—1945) — русский журналист, адвокат.

## Биография
Сын мещанина города Ромны Полтавской губернии Мордхи Янкелевича (Марка Моисеевича) Варшавского. В 1899 году принял православие (при крещении наречён Сергеем Ивановичем). Среднее образование получил в Полтавской гимназии, высшее — на юридическом факультете Московского университета, который окончил в 1901 году. Был присяжным поверенным округа Московской судебной палаты и присяжным стряпчим Московского коммерческого суда.
Работал в газете «Русское слово», освещал деятельность первой Государственной Думы России, был одним из первых парламентских корреспондентов, вёл собственную колонку «Из залы Государственной Думы». Участвовал в 1-й Мировой войне, как помощник начальника летучего санитарного отряда Земгора.
Покинув навсегда Москву весной 1918 года, выехал в Киев, затем в Одессу и Севастополь, а в 1920 году вместе с семьёй эмигрировал из России в Прагу через Константинополь. Проживал в Чехословакии с 1923 года. Там преподавал в Университете на Русском юридическом факультете, состоял в пражском Союзе русских писателей и журналистов (1934—1940), участвовал в 1-м съезде русских писателей и журналистов за рубежом (сентябрь 1928 года).
Во время 2-й Мировой войны выступал в пражской, парижской, варшавской и русской эмигрантской прессе с антисоветскими аналитическими исследованиями и лекциями, одновременно сотрудничал с чешским антифашистским подпольем.
В 1945 году, после занятия Праги советскими войсками арестован советскими спецслужбами (СМЕРШ), 27-30 июля 1945 осужден ВТ Львовского ВО к 10 годам ИТЛ с конфискацией имущества. Умер 6 ноября 1945 года в Карлаге..
Автор книги «Жизнь и труды первой Государственной Думы России». — М.: Тип. т-ва И. Д. Сытина, 1907. — 290 с.

## Семья
- Племянник — Александр Александрович Кроленко, книговед и издатель.
- Жена — Ольга Петровна Норова, актриса МХТ (1898—1903)
  - Дети: Георгий (Юрий); Наталья; Владимир, прозаик и публицист[6].